# Moustafa Madbouly
Moustafa Kamal Madbouly (Arabisch: مصطفى كمال مدبولي) (Suhaj, 28 april 1966) is een Egyptisch politicus en ingenieur. Sinds 14 juni 2018 is hij de 54ste premier van Egypte.
Madbouly is op 28 april 1966 in Suhaj geboren. Hij studeerde ingenieurswetenschappen aan de Universiteit van Caïro. In 1997 promoveerde hij. Van september 2009 tot november 2011 was Madbouly de voorzitter van de "Algemene Autoriteit voor Stedenbouw" in het ministerie van Volkshuisvesting en Stedelijke Ontwikkeling; hij was ook uitvoerend directeur van het "Instituut voor Opleiding en Stedelijke Studies" in het "Onderzoekscentrum Huisvesting en Bouw" van dit ministerie. Van november 2012 tot februari 2014 was hij regionaal directeur voor de Arabische wereld in het Human Settlements Programme van de Verenigde Naties. In maart 2014 werd hij benoemd tot minister van Volkshuisvesting onder Ibrahim Mahlab. In november 2017 werd hij voor het eerst interim-premier nadat premier Sherif Ismail voor medische behandeling naar Duitsland was overgevlogen. Op 14 juni 2018 werd hij benoemd tot premier van Egypte.
Mustafa Madbouly is politiek onafhankelijk en behoort tot de moslimmeerderheid van Egypte.